# Royal Society for the Protection of Birds

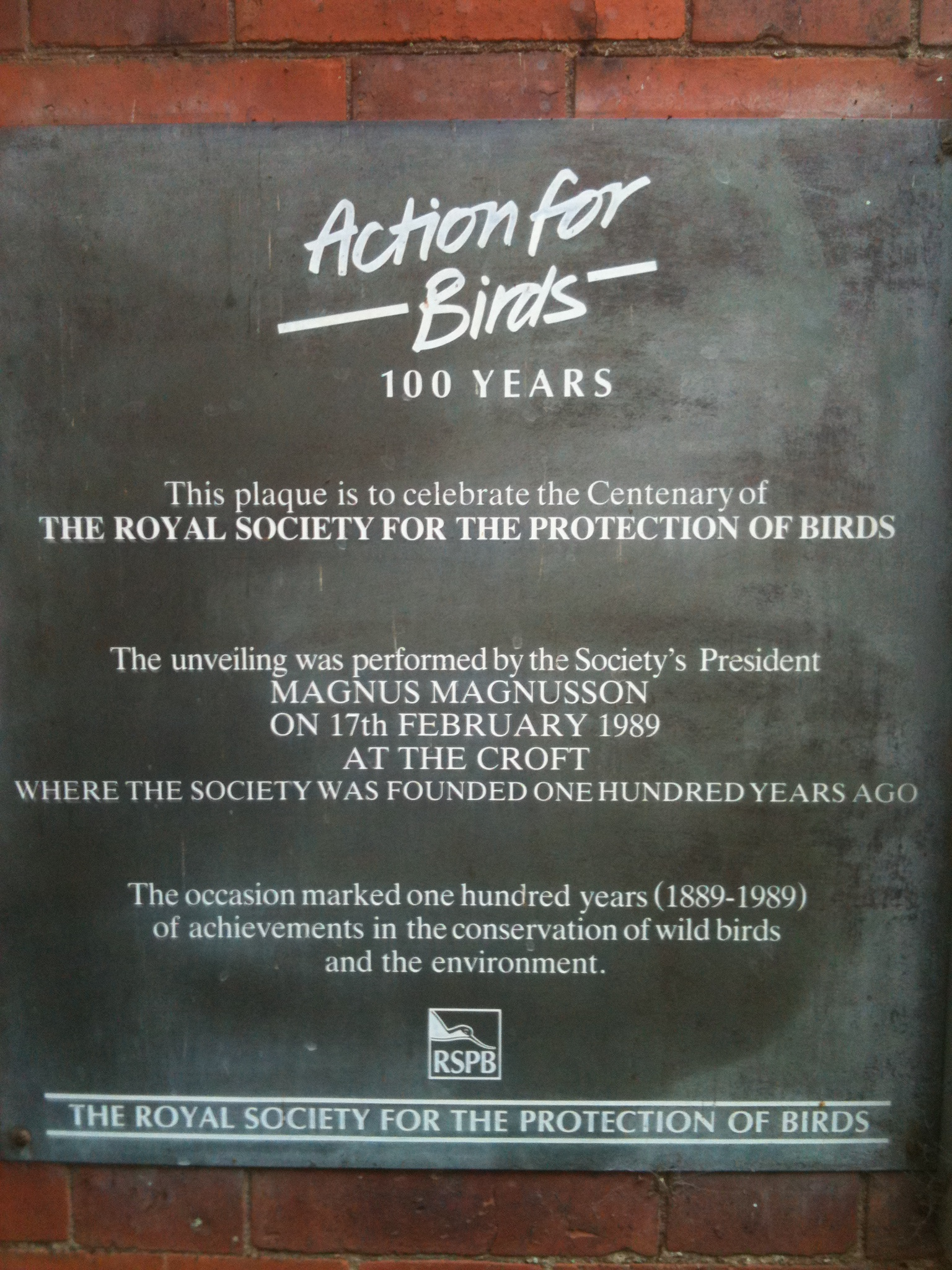
Placa commemorativa del centenari de la fundació de l'RSPB.

La Reial Societat per a la Protecció de les Aus (en anglès Royal Society for the Protection of Birds (RSPB), és la més gran organització sense ànim de lucre d'Europa, dedicada a la protecció de la vida salvatge.
Va ser fundada el 1889 a Didsbury a l'estat d'Anglaterra (Regne Unit) de manera embrionària, amb el nom de Lliga del plomell, per un grup de dones que volien lluitar contra l'ús de plomes a les robes femenines, especialment el barrets. El 1891 es van unir amb les dones de la Lliga de la pell i les plomes, que es reunien a Croydon, i van formalitzar la constitució de la Society for the Protection of Birds. El 3 de novembre de 1904, per decret reial, esdevé la Royal Society for the Protection of Birds.